# Rinorea scheffleri
Rinorea scheffleri är en violväxtart som beskrevs av Adolf Engler. Rinorea scheffleri ingår i släktet Rinorea och familjen violväxter. Inga underarter finns listade i Catalogue of Life.